# Io mi ricordo l'Aquila/Quant'è bella la vita
Io mi ricordo l'Aquila/Quant'è bella la vita è un singolo del cantautore italiano Mario Castelnuovo, pubblicato il 18 dicembre 2018

## Tracce

### Lato A
1. Io mi ricordo l'Aquila (feat. La Jorona) – 3:56 (testo: Mario Castelnuovo – musica: Mario Castelnuovo; edizioni musicali Velca edizioni musicali/Cinemusicanova)

### Lato B
1. Quant'è bella la vita – 2:19 (testo: Mario Castelnuovo – musica: Mario Castelnuovo; edizioni musicali Velca edizioni musicali/Rossodisera)

## Formazione
- Mario Castelnuovo - voce e chitarra
- Bianca Giovannini "la Jorona" - voce
- Giovanna Famulari - violoncello
- Stefano Zaccagnini - mandochitarra
- Rita Turrisi - viola-violino
- Simone Sciumbata - tastiere
- Mario Castelnuovo e Simone Sciumbata - arrangiamenti